# Municipio de Bansko
El municipio de Bansko es un municipio de la provincia de Blagóevgrad, Bulgaria, con una población estimada a final del año 2017 de 12 868 habitantes. 
Se encuentra ubicado al suroeste del país, cerca de la frontera con Macedonia del Norte y Grecia. Su capital es la ciudad de Bansko.

## Asentamientos
Dobrinishte
Filipovo
Kremen
Gostun
Mesta
Obidim
Osenovo
Bansko